# Kleinkastell Castle Hill

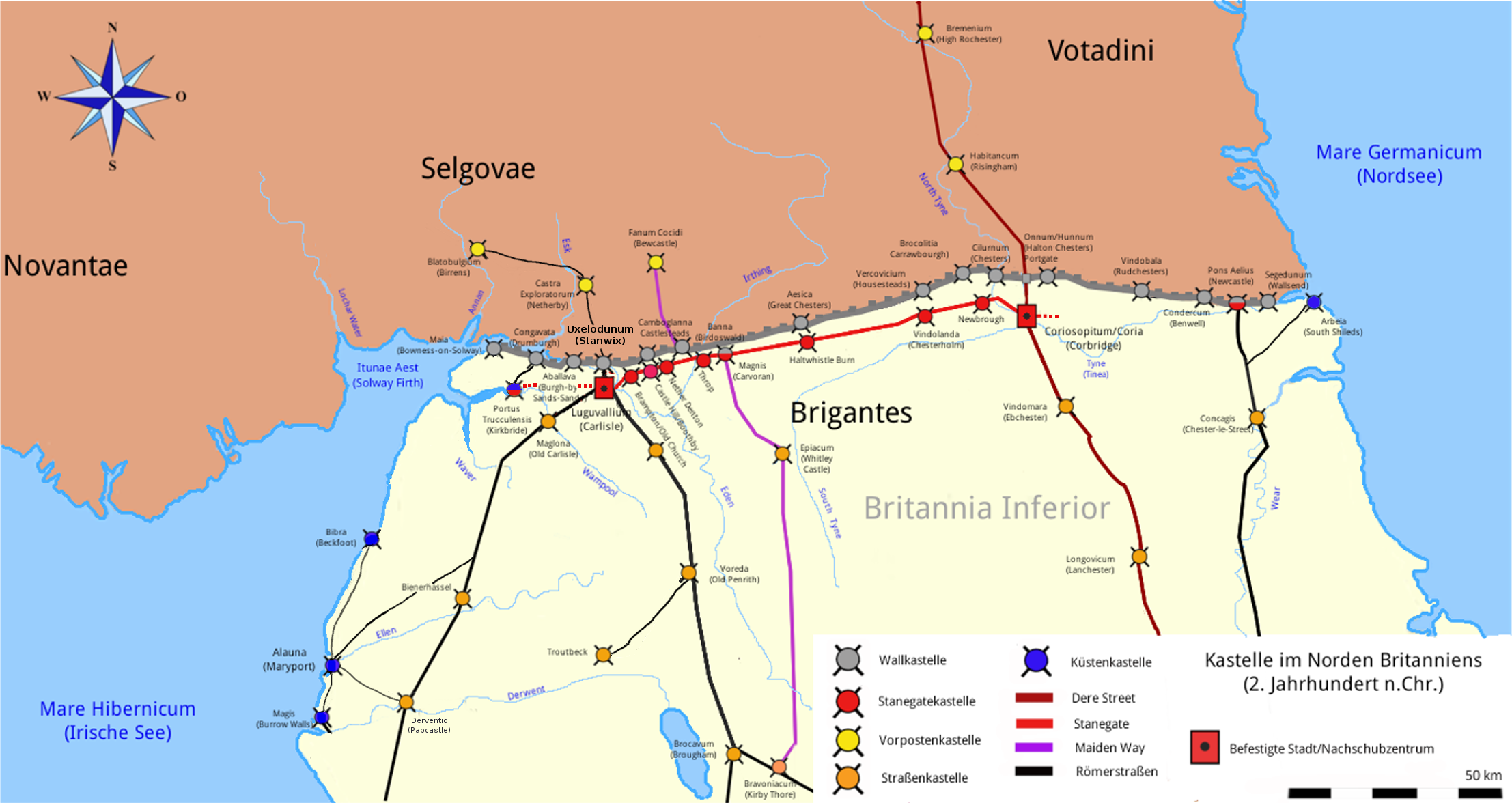
Verlauf des Stanegate und des Hadrianswalls mit Standorten der Kastelle

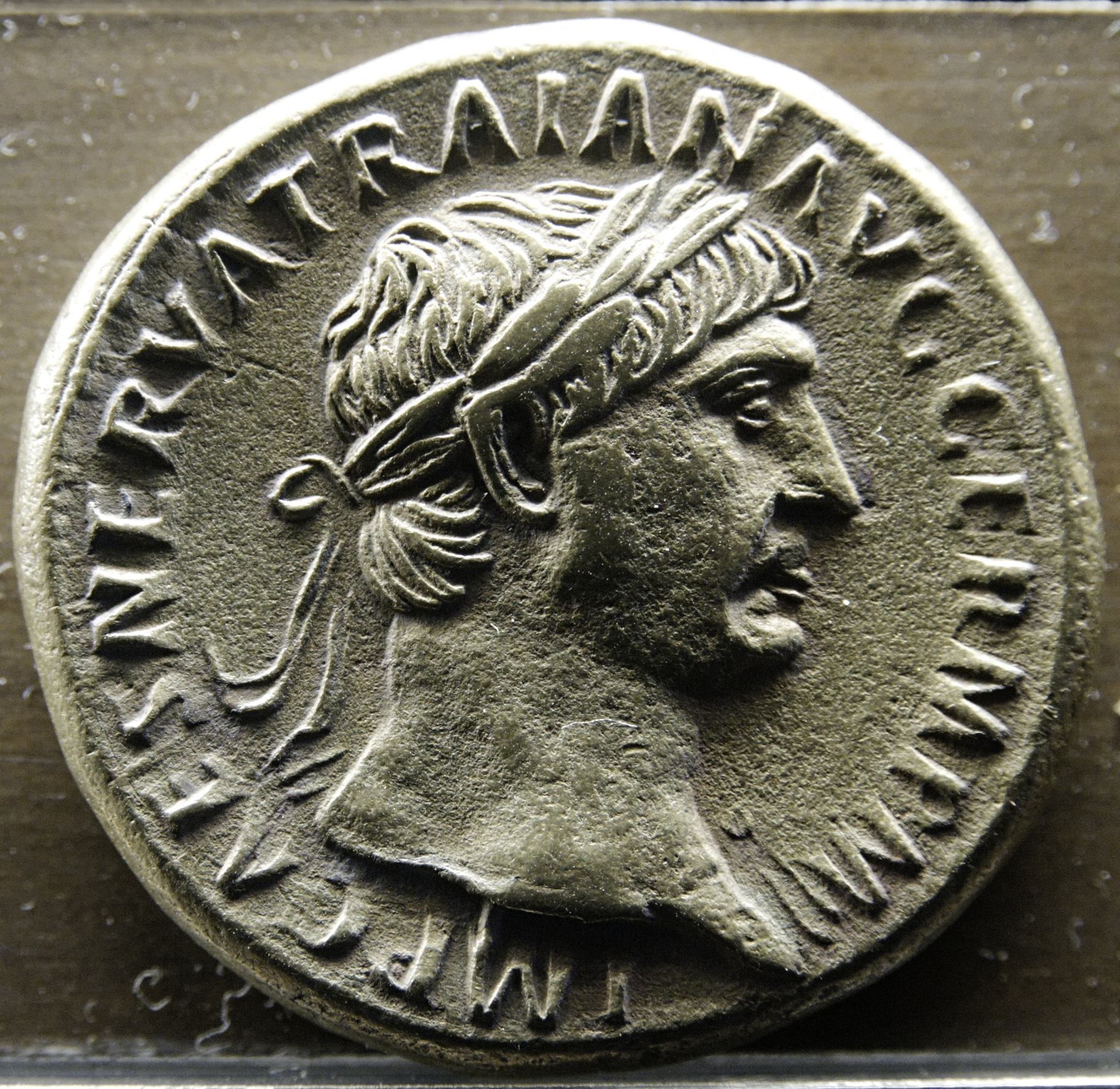
Münzportrait des Trajan

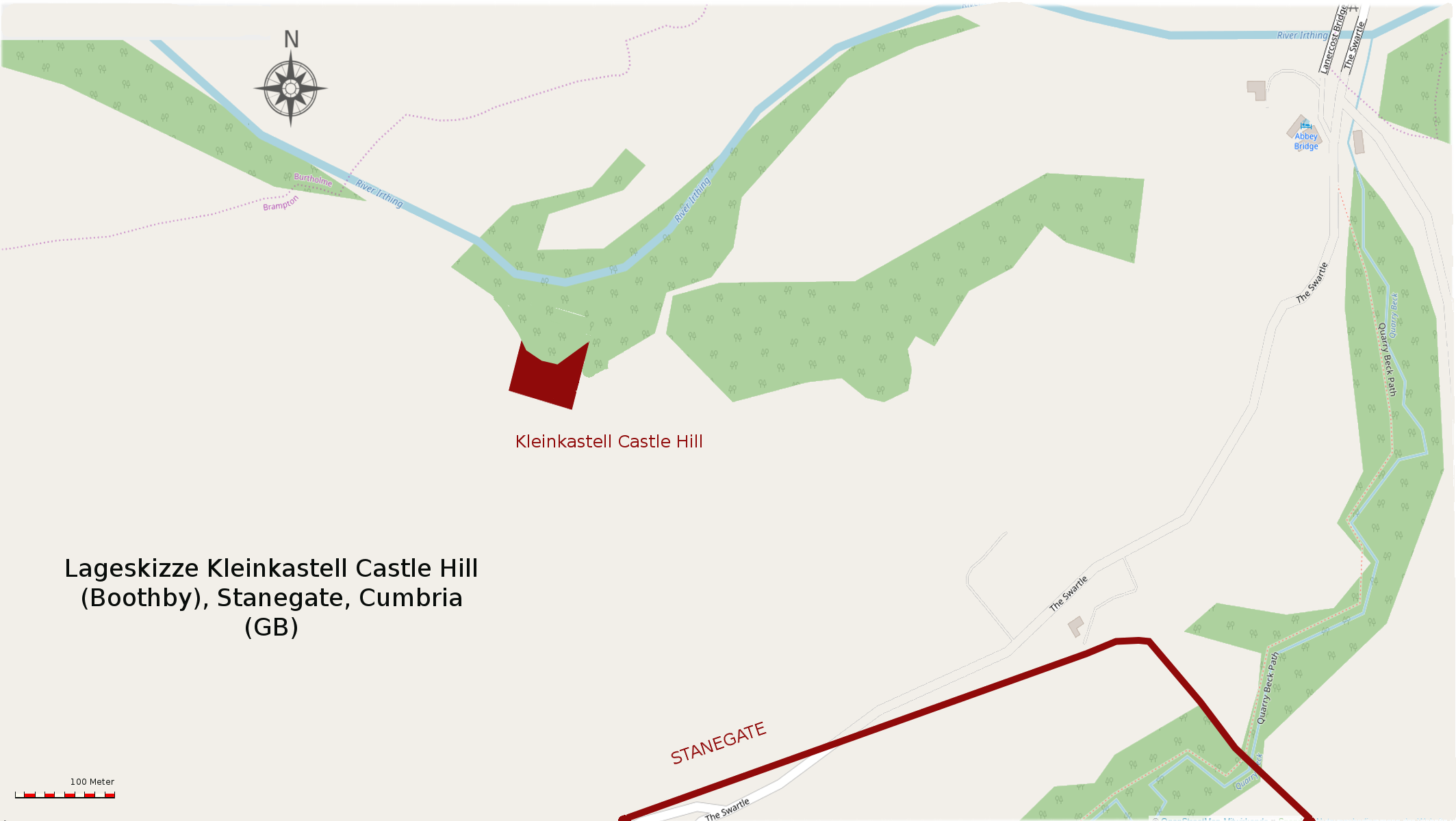
Lageskizze des Kleinkastells

Das Kleinkastell Castle Hill  war eine römische Befestigung im Norden Britanniens. Es befindet sich im District Carlisle, auf dem Gebiet der Stadt Brampton, Ortsteil Boothby im County Cumbria, England. Es stammt aus dem späten ersten oder frühen zweiten Jahrhundert nach Christus und war Teil der Stanegategrenze.

## Lage
Die Stadt Brampton ist 13,9 km von Carlisle entfernt. Die archäologische Stätte befindet sich 650 Meter westlich von Boothby Manor House und etwa 600 Meter nordöstlich des Weilers Great Easby. Das Kleinkastell stand auf einem günstig gelegenen Hügel, dem Castle Hill, der einen guten Blick auf den Fluss Irthing im Norden und den Stanegate im Süden bot. Nach Osten hin bestand auch Sichtkontakt zum benachbarten Kastell Nether Denton. Der Stanegate verlief etwa 700 Meter südöstlich am Kastell vorbei. Er querte von Südosten aus kommend einen kleinen Bach, den Quarry Beck und bog dann abrupt nach Südwesten ab. Castle Hill befand sich an einem Standort, der zur Straßenüberwachung besonders gut geeignet war. Seine Besatzung kontrollierte von dort aus auch jenen Punkt, an dem sich ein gut passierbarer Korridor zum Tal des Irthing öffnete. Im 2. Jahrhundert gehörte die Region zur Provinz Britannia inferior, ab dem 4. Jahrhundert zur Provinz Britannia secunda.
Straßenverbindungen bestanden über den Stanegate,
- in Richtung Westen zum Kastell Old Church (Brampton),
- in Richtung Osten zum Kastell Nether Denton.

## Forschungsgeschichte
Die Existenz des Kastells konnte – neben der archäologischen Grabung in der ersten Hälfte des 20. Jahrhunderts – auch durch Luftaufnahmen bestätigt werden, auf denen die heute verfüllten Wehrgräben an der Süd- und Ostseite des Lagers zu erkennen waren. Das Kastell wurde 1933 teilweise von der Cumberland and Westmorland Antiquarian & Archaeological Society unter der Leitung von Frank Gerald Simpson untersucht. Im Jahr 1934 erschien sein Bericht in den Society Transactions. Die Datierung des Kastells ermöglichten die Funde von Fragmenten südgallischer und samischer Keramik aus dem späten 1. und frühen 2. Jahrhundert. Trotz des durch den Prallhang des Irthing verursachten Verlusts des Nordwalles haben die übrigen, unterirdisch gelegenen Überreste des Kleinkastells die Jahrhunderte einigermaßen gut überstanden. Vor allem wurde sein Areal nicht durch Landwirtschaft und moderne Überbauung beeinträchtigt. Auf einer der von 1947 bis 1949 aufgenommenen Luftaufnahmen waren Strukturen zu erkennen, die auch durch die begrenzte Ausgrabung von Simpson bestätigt wurden. Zukünftige Grabungen werden noch weitere archäologische Beweise für die Funktion des Kastells und seine Besatzung liefern.

## Entwicklung
Der Stanegate wurde zuerst als Nachschubweg unter dem römischen Statthalter Gnaeus Iulius Agricola oder einem seiner Nachfolger angelegt. Um die Truppenbewegungen und Versorgungsgüter zu schützen, wurden in festgelegten Abständen (ein Tagesmarsch) Kastelle errichtet. Der nächste Schritt war die Umwandlung in einen Limes, dafür war der Bau von weiteren Befestigungen, die auch die Lücken auf 3,5 km zwischen den schon bestehenden Lagern schlossen, notwendig. Das von Boothby war wohl einer dieser neuen Militärstützpunkte, die im frühen 2. Jahrhundert entstanden, um den Verkehr am Stanegate zu überwachen. Die Stanegategrenze avancierte damit zum ersten festen römischen – von Küste zur Küste reichenden – Verteidigungssystem im Norden Britanniens, das über die Linie Tyne – Solway Firth verlief. Möglicherweise wurde dies unter der Herrschaft des Trajan umgesetzt. Die gut ausgebaute Straße verband die beiden großen Militärzentren Coriosopitum (Corbridge) im Osten und Luguvalium (Carlisle) im Westen, die beide auch an wichtigen Nord-Süd-Routen lagen. Das Grenzsicherungssystem erstreckte sich vermutlich auch noch über Carlisle hinaus, bis zur Küste von Cumbria. Der Bau der Festungen entlang der Straße ermöglichte die Stationierung einer großen Anzahl von Truppen und stellte damit sicher, dass diese stets unruhige und gefährliche Region fast lückenlos überwacht werden konnte – solange genügend Soldaten dafür zur Verfügung standen. Zusätzlich wurde auch eine Reihe von Wach- und Signaltürmen erbaut. Die Funktion der Stanegatestraße und ihrer Kastelle änderte sich erst durch den Bau des Hadrianswalls 122 n. Chr. Ihre logistische Funktion wurde zwar gestärkt, als sich die neue Grenzlinie etablierte, dennoch verlor es in puncto Grenzsicherung an Bedeutung. Wie lange das Kastell am Castle Hill mit römischen Soldaten besetzt war, ist unbekannt. Möglicherweise wurde es – wie auch einige andere der Stanegatekastelle – kurz nach Fertigstellung des Hadrianswalls (122 n. Chr.) aufgegeben.

## Kastell
Das Kastell war von NO nach SW ausgerichtet und hatte einen, für mittelkaiserzeitliche Lager typischen, rechteckigen Grundriss mit abgerundeten Ecken. Es maß ca. 75 × 52 Meter und umschloss eine Fläche von 0,4 Hektar. Laut Frank Simpson ähnelte es dem Kleinkastell von Throp. Nur die südlichen und die östlichen Verteidigungswälle, die aus gestampftem Lehm bestanden, sind auf Luftbildern zu sehen, der Nordwall wurde im Laufe der Jahrhunderte zur Gänze durch Erosion zerstört. Das Lager war zusätzlich von einem Wehrgraben umgeben, der 5,2 Meter breit und 1,8 Meter tief war. In der Mitte des südlichen Wehrgrabens befand sich ein Erddamm, wahrscheinlich der Übergang zum Südtor, das auch auf den Luftbildern zu erkennen ist. Vermutlich stand, genau gegenüber, im Norden ebenfalls ein Tor. Bis 1971 war oberflächlich noch eine Vertiefung, der Grabenabschnitt an der SO-Ecke, zu sehen. Im Inneren des Kastells konnten nur einige Gruben beobachtet werden, über seine Bebauung ist nichts bekannt.

## Garnison
Das Kastell bot Platz für eine Besatzung in der Stärke einer Zenturie (ca. 100 Mann) Infanterie. Zu Beginn des zweiten Jahrhunderts begann man zunehmend, die generell 500 Mann starken Hilfstruppenkohorten Britanniens in kleinere Einheiten aufzuspalten und in mehrere Stützpunkte zu verlegen. Das Lager, in dem sich die Unterkunft des kommandierenden Offiziers befand, war zugleich auch das Hauptquartier der Truppe. Die kleinen Grenzbefestigungen waren meist mit Numerieinheiten bemannt. Welche Einheit am Castle Hill stationiert war, ist mangels diesbezüglicher Funde oder Schriftquellen unbekannt.